# Rosca Whitworth
El sistema Whitworth, normalitzat a França amb el nom de pas de gas, és la forma de rosca de major antiguitat coneguda. És deguda a Joseph Whitworth, que la va fer adoptar per l'institut d'enginyers civils d'Anglaterra el 1841. Les seves dimensions bàsiques s'expressen en polzades angleses i els seus divisors. La seva forma i dimensions apareixen detallades en la norma DIN 11.

## Característiques del filet
El cargol està engendrat per l'enrotllament en hèlix d'un triangle isòsceles l'angle del qual en el vèrtex superior és de 55°. La base d'aquest triangle, situada paral·lelament a l'eix del cilindre de suport, és, abans de ser truncada, igual al pas del cargol.
La part superior i les bases del triangle primitiu isòsceles es rodegen fins a 1/6 de l'altura teòrica. Aquest tipus de rosca dona un ajust perfecte.

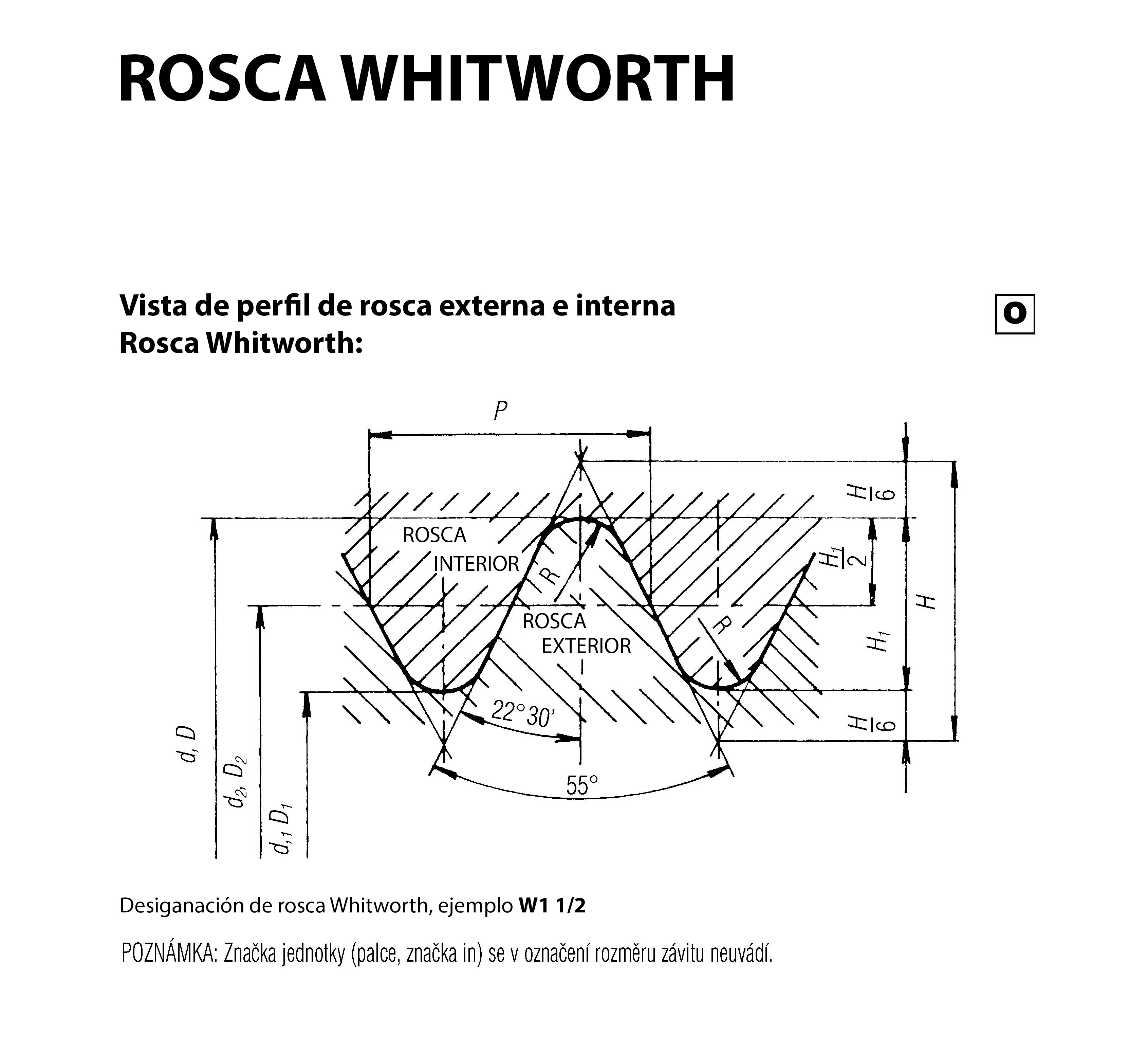

- Profunditat de rosca......................................... H = 0,960 •
- Altura de contacte.............................................H1 = 0,640 •
- Altura del filet del cargol i de la rosca..................h3 = H1 = 0,640 •
- Diàmetre interior del cargol i de la rosca............ d3 = D1 = d - 1,280 •
- Diàmetre mitjà..................................................d2 = D2 = d - 0,640 •
- Diàmetre exterior de la rosca........................... D = d

## Ús
Tanmateix és utilitzada en moltes ocasions per a la construcció de maquinària no solament als països de parla anglesa sinó també en els que utilitzen el sistema mètric decimal.

## Mides
| Mida Whitworth (in) | Ø del nucli (in) | fils per in | pas (in) | grandària de perforació  |
| ------------------- | ---------------- | ----------- | -------- | ------------------------ |
| 1/16                | 0.0411           | 60          | 0.0167   | Nº broca 56 (1.2 mm)     |
| 3/32                | 0.0672           | 48          | 0.0208   | Nº broca 49 (1.85 mm)    |
| 1/8                 | 0.0930           | 40          | 0.025    | Nº broca 39 (2.55 mm)    |
| 5/32                | 0.1162           | 32          | 0.0313   | Nº broca 30 (3.2 mm)     |
| 3/16                | 0.1341           | 24          | 0.0417   | Nº broca 26 (3.7 mm)     |
| 7/32                | 0.1654           | 24          | 0.0417   | Nº broca 16 (4.5 mm)     |
| 1/4                 | 0.1860           | 20          | 0.05     | Nº broca 9 (5.1 mm)      |
| 5/16                | 0.2414           | 18          | 0.0556   | Lletra broca F (6.5 mm)  |
| 3/8                 | 0.2950           | 16          | 0.0625   | 5/16 in (7.94 mm)        |
| 7/16                | 0.3460           | 14          | 0.0714   | Lletra broca U (9.3 mm)  |
| 1/2                 | 0.3933           | 12          | 0.0833   | Lletra broca Z (10.5 mm) |
| 9/16                | 0.4558           | 12          | 0.0833   | 12.1 mm (0.4764 in)      |
| 5/8                 | 0.5086           | 11          | 0.0909   | 13.5 mm (0.5315 in)      |
| 11/16               | 0.5711           | 11          | 0.0909   | 15 mm (0.5906 in)        |
| 3/4                 | 0.6219           | 10          | 0.1      | 16.27 mm (0.6406 in)     |
| 13/16               | 0.6845           | 10          | 0.1      | 18 mm (0.7087 in)        |
| 7/8                 | 0.7327           | 9           | 0.1111   | 19.25 mm (0.7579 in)     |
| 15/16               | 0.7953           | 9           | 0.1111   | 20.75 mm (0.8169 in)     |
| 1                   | 0.8399           | 8           | 0.125    | 22 mm (0.8661 in)        |
| 1 1/8               | 0.9420           | 7           | 0.1429   |                          |
| 1 1/4               | 1.0670           | 7           | 0.1429   |                          |
| 1 1/2               | 1.2866           | 6           | 0.1667   |                          |
| 1 3/4               | 1.4939           | 5           | 0.2      |                          |
| 2                   | 1.7154           | 4.5         | 0.2222   |                          |
| 2 1/2               | 2.180            | 4           | 0.250    |                          |

## Rosca Gas - BSP
Article principal: Rosca BSP
En la seva versió (o tipus derivat) anomenada Rosca Gas i com el seu nom indica, aquesta rosca és especialment utilitzada per a tubs de conducció de gas, tubs de calefacció central i tubs per allotjar conductors elèctrics.

### Nomenclatura
| Tipus de rosca                        | Nomenclatura usual | Altres |
| ------------------------------------- | ------------------ | ------ |
| Whitworth                             | BSP                | R      |
| Rosca Whitworth cilíndrica per a tubs | BSPT               | KR     |
| Rosca Whitworth de pas fi             | BSF                | -      |
| Rosca Whitworth de pas normal         | BSW                | W      |